# Isone
Isone (in dialetto ticinese Isòn) è un comune svizzero di 385 abitanti del Canton Ticino. 
Politicamente fa parte del distretto di Bellinzona, mentre territorialmente è incluso nel Sottoceneri.
A Isone si svolge parte del percorso di formazione dei membri della Guardia svizzera pontificia.

## Monumenti e luoghi d'interesse
- Chiesa parrocchiale di San Lorenzo (XII secolo, rifacimenti nel XVII e nel XX secolo)[4].

## Società

### Evoluzione demografica
L'evoluzione demografica è riportata nella seguente tabella:
Abitanti censiti

## Amministrazione
Sindaco di Isone è Davide Buloncelli, mentre Elena Gallo è Vice Sindaca.
Ogni famiglia originaria del luogo fa parte del cosiddetto comune patriziale e ha la responsabilità della manutenzione di ogni bene ricadente all'interno dei confini del comune.